# Pactum Warmundi

Carte des États croisés en 1135, 12 ans après le traité.

Le Pactum Warmundi est un important traité du début du XIIe siècle tirant son nom du prélat Gormond de Picquigny.
Négocié par celui-ci, ce traité établit une alliance entre les Croisés du royaume de Jérusalem et la république de Venise. Il est signé en l'an 1123 par Asclettin, évêque de Bethléem, Roger, évêque de Lydda, Bernard, évêque de Nazareth, Ébremar, archevêque de Césarée, les prieurs Arnaud du Mont Sion, Aicard du Templum Domini et Gérard du Saint-Sépulcre, l'abbé Guildin de l'abbaye Sainte-Marie de la vallée de Josaphat, Guillaume Buris, et enfin, le chancelier du royaume de Jérusalem Payen.
Son texte est parvenu jusqu'à nous dans l’Histoire d'Outremer de Guillaume de Tyr (en latin : Historia rerum in partibus transmarinis gestarum).

## Sources
- (en) John Julius Norwich, A History of Venice (en), 1982.